# Karl Pekarna
Karl Pekarna (né le 7 juillet 1881 à Oberlaa et mort le 23 janvier 1946 à Vienne) est un ancien footballeur autrichien qui évoluait au poste de gardien de but.

## Carrière

### En Autriche
Karl Pekarna commence sa carrière au FC Sevilla, un petit club de Vienne. À 18 ans, il signe au First Vienna FC 1894 où il seconde le gardien-star Karl Mollisch. Après une blessure de Mollisch, Karl Pekarna entre en jeu face au Wiener FC 1898 en mai 1900 et devient en peu de temps le nouveau gardien "sensationnel" du club. Pekarna se distingue par son style qui "donne l'impression qu'il vole".

### En Écosse
Les Glasgow Rangers proposent un contrat professionnel au jeune gardien et Karl Pekarna part pour l'Écosse à Noël 1904.  Pekarna devient ainsi le premier étranger à jouer dans les Iles britanniques, ainsi que le premier Autrichien à jouer à l'étranger, et de surcroît le premier Autrichien à signer un contrat de football professionnel. 

### Retour en Autriche
Il retourne à Vienne au milieu de l'année 1905. Il reprend sa position au First Vienna FC. Pour pouvoir rentrer à nouveau en jeu, il doit se soumettre à nouveau aux règles du sport amateur. 

### En Allemagne
Fin mai 1908, il part à Munich et signe au FC Wacker. En 1910 il est recruté par le champion d'Allemagne du Sud : le FC Bayern, pour une somme non négligeable. Il y remplace Ludwig Hofmeister dans les buts, bien qu'il fût international allemand. Jusqu'à la déclaration de guerre en 1914, Pekarna vit avec sa femme et sa fille à Munich, où il tient un magasin d'articles sportifs. Après la guerre, il reprend le football brièvement, au SK Slovan ve Vídni où il joue en 1919.